# شوی ماتسوبایاشی
شوی ماتسوبایاشی (انگلیسی: Shūe Matsubayashi; ۷ ژوئیهٔ ۱۹۲۰ – ۱۵ اوت ۲۰۰۹) کارگردان فیلم، و فیلم‌نامه‌نویس اهل ژاپن بود.